# 日本航空JAL WINGS
日本航空JAL WINGS （にほんこうくうジャルウィングス）は、2023年現在トップイーストリーグCグループに所属する日本航空のラグビーチーム。

## チームの概要
- チーム所在地および練習拠点は千葉県浦安市。
- チームカラーは白
- チームキャラクターはジャルビー

## チームの歴史
- 1954年 有志が集い、JALラグビー部発足
- 1987年 会社の強化文体部として指定され、関東社会人4部リーグ優勝、入替え戦を経て3部リーグへ昇格
- 1995年 関東社会人3部リーグから2部リーグへ昇格
- 1998年 World aviation トーナメント（NZ）ブロック優勝、Airline世界大会（南ア）全勝優勝
- 1999年 関東社会人2部リーグから1部リーグへ昇格
- 2000年 World aviation トーナメント（NZ）ブロック優勝

## 成績

### リーグ戦戦績
- 1999-2000 関東社会人リーグ1部Bブロック 6位（2勝5敗）
- 2000-2001 関東社会人リーグ1部Aブロック 7位（1勝5敗1分）
- 2001-2002 関東社会人リーグ1部Aブロック 5位（2勝5敗1分け、順位決定戦の成績を含む）
- 2002-2003 関東社会人リーグ1部Aブロック 5位（3勝4敗）、トップイースト10へ参入
- 2003-2004 トップイースト10 8位（3勝6敗）
- 2004-2005 トップイースト10 9位（2勝7敗）
- 2005-2006 トップイースト10 9位（1勝8敗）
- 2006-2007 トップイースト11 9位（1勝9敗）
- 2007-2008 トップイースト11 9位（2勝8敗）
- 2008-2009 トップイースト11 9位（2勝8敗）
- 2009-2010 トップイーストリーグ 10位（2勝9敗）
- 2010-2011 トップイーストリーグ 12位（11敗）、トップイーストリーグDiv.2へ参入
- 2011-2012 トップイーストリーグDiv.2 6位（1勝5敗）
- 2012-2013 トップイーストリーグDiv.2 6位（3勝4敗）
- 2013-2014 トップイーストリーグDiv.2 8位（7敗）、順位決定戦の結果、トップイーストリーグDiv.2残留
- 2014-2015 トップイーストリーグDiv.2 8位（1勝6敗）、順位決定戦の結果、関東社会人リーグ1部降格
- 2015-2016 関東社会人リーグ1部 準優勝（5勝2敗）、順位決定戦：3位、関東社会人リーグ1部残留
- 2016-2017 関東社会人リーグ1部 準優勝（6勝1敗）、順位決定戦：2位、トップイーストリーグDiv.2昇格
- 2017-2018 トップイーストリーグDiv.2 7位（2勝5敗）、順位決定戦：2位、トップイーストリーグDiv.2残留
- 2018-2019 トップイーストリーグDiv.2 8位（1勝5敗1分）、順位決定戦：2位、トップイーストリーグDiv.2残留
- 2019-2020 トップイーストリーグDiv.2 3位（5勝2敗）、リーグ再編に伴いトップイーストリーグCグループへ参入[1]
- 2020-2021 リーグ戦中止
- 2021-2022 トップイーストリーグCグループ 2位（6勝1敗）、入替戦：敗戦、トップイーストリーグCグループ残留
- 2022-2023 トップイーストリーグCグループ 3位（4勝3敗）
- 2023-2024 トップイーストリーグCグループ 8位（1勝6敗）、入替戦：勝利、トップイーストリーグCグループ残留
- 2024-2025 トップイーストリーグCグループ 優勝（6勝1敗）、入替戦：敗戦、トップイーストリーグCグループ残留

### 獲得タイトル
- World aviation トーナメント（NZ）ブロック優勝：2回（1998、2000）
- Airline世界大会（南ア）優勝：1回（1998）
- トップイーストリーグCグループ優勝：1回（2024）

## 所属選手(2020-2021)
- 久富悠介（主将、SO・CTB）
- 木田大雅（副将、HO・FL）
- 居原裕一郎（PR）
- 宮地紳也（PR・HO）
- 中山陽介（PR・LO）
- 深川暁生（PR・HO）
- 荒木直文（LO・No.8）
- 塚田友郎（LO）
- 柴崎涼平（LO）
- 丸山詢平（FL・No.8）
- 増田和征（FL・No.8）
- 佐々木嵩穂（FL・No.8）
- 那須敬太（FL）
- 市川理貴 (No.8）
- 藤森友康（SH・WTB）
- 本多敬佑（FL）
- 藤村烈（SH）
- 大澤勇気（SH）
- 露木健也（FL・WTB）
- 松下太郎（SH・SO）
- 阿部達也（WTB・FB）
- 世古陽泉（SO）
- 大山裕之（CTB・WTB）
- 諸岡洋佑（CTB・WTB）
- 新井謙徳（CTB・LO）
- 鈴木隼人（WTB）
- 桑島慎吾（WTB）
- 木村祐樹（WTB・FB）
- 重松隆宏（FB）
- 荒川遼司郎（PR）
- 髙北卓弥（PR）
- 板垣悠太（CTB・FL）
- 中山匠（LO・FL・No.8）

## 在籍した選手
- オファ・トペニ（ロペティ・オトの実弟、ナタニエラ・オトの実兄）